# Outokumpu-hallen

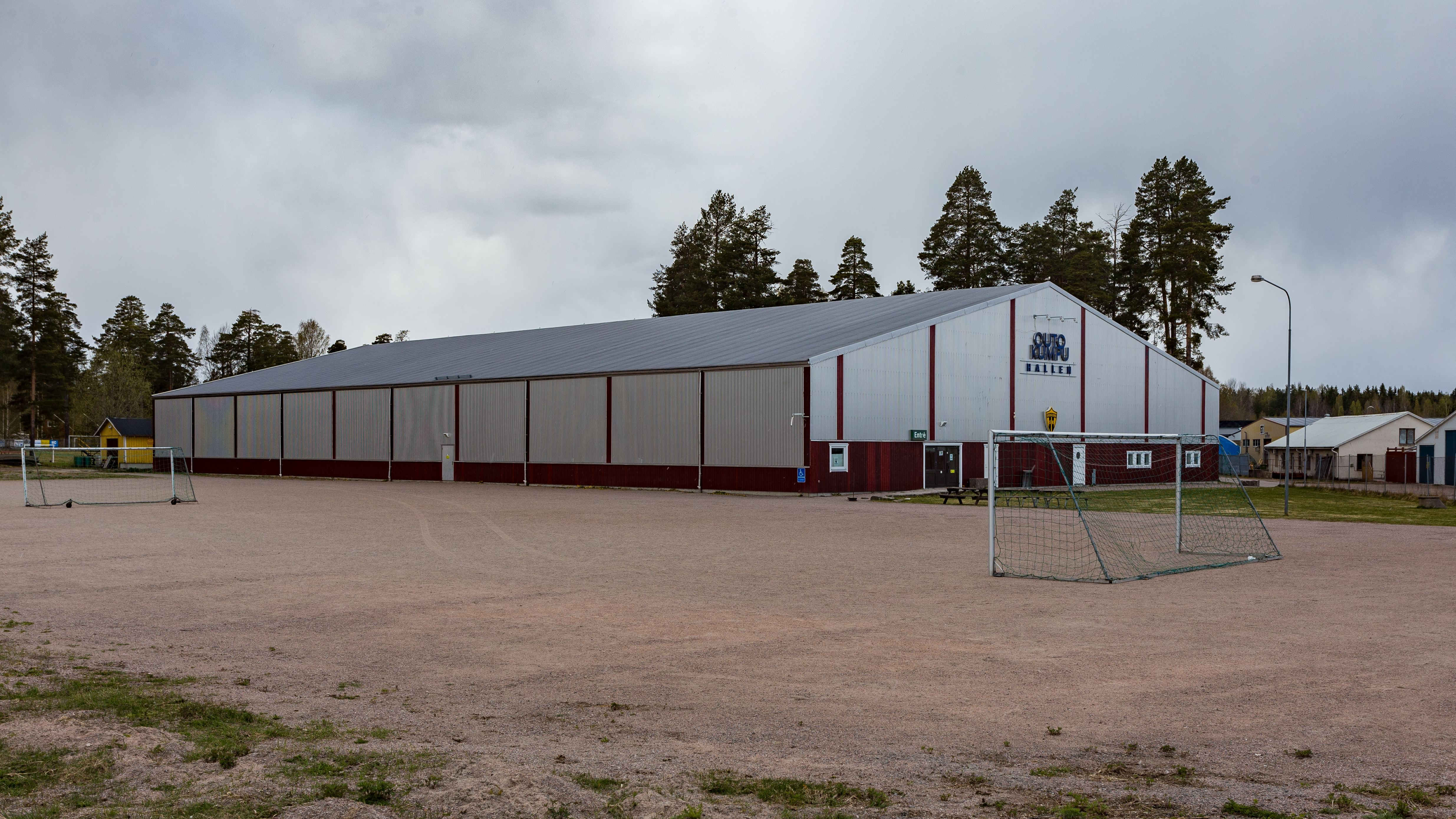
Outokumpu-hallen.

Outokumpu-hallen (tidigare Skogsbo-hallen och därefter E-ON hallen) är en ishall i Skogsbo i Avesta kommun som är ishockeylaget Skogsbo SK:s tränings- och matchhall. Hallen är utrustad med läktare som rymmer 800 åskådare. Det finns även en cafeteria i ishallen som är öppen under matcher.